# فلادو نيدانوفسكي
فلادو نيدانوفسكي مواليد 22 يونيو 1985 في رسنه، جمهورية مقدونيا، هو لاعب كرة يد مقدوني يلعب كجناح أيسر. مثل منتخب مقدونيا لكرة اليد.

## المسيرة الاحترافية
لعب مع نادي فاردار لكرة اليد من سنة 2003 إلى 2008، ثم لعب مع نادي فاردار لكرة اليد من سنة 2012 إلى 2014، ثم لعب مع نادي فاردار لكرة اليد من سنة 2014 إلى 2016، ثم لعب مع نادي فاردار لكرة اليد في سنة 2016.

## سجل المنافسة
شارك في البطولات التالية:
- بطولة العالم لكرة اليد للرجال 2015